# Demonax annamensis
Demonax annamensis là một loài bọ cánh cứng trong họ Cerambycidae.